# Je te dis tout
«Je te dis tout» (рус. «Я скажу тебе все») — второй сингл певицы Милен Фармер с альбома Monkey Me, композиция была написана Милен в соавторстве с композитором Лораном Бутонна. Начало ротации на радиостанциях 28 января 2013 года. Песня также была использована для промоподдержки на телевидении во время NRJ Music Awards 26 января 2013 года.

## Клип
28 января был открыт сайт клипа. На сайте посетителям предлагалось поделиться страницей через Facebook или Twitter, с каждым таким действием открывалась по пикселю новая фотография, сделанной во время съёмок клипа. Режиссёром клипа стал  Франсуа Ханс (Francois Hanss), который прежде работал с Милен над клипами Je te rends ton amour, Innamoramento и Redonne-moi.

## Форматы и треклисты
Сингл на CD вышел 4 марта, диск содержит альбомную, радио и инструментальную версию песни.
- CD сингл – Promo[3]

| №  | Название                | Длительность |
| -- | ----------------------- | ------------ |
| 1. | «Je te dis tout» (edit) | 4:10         |

- CD сингл[4]

| №  | Название                                 | Длительность |
| -- | ---------------------------------------- | ------------ |
| 1. | «Je te dis tout» (album version)         | 5:31         |
| 2. | «Je te dis tout» (version instrumentale) | 5:31         |
| 3. | «Je te dis tout» (radio edit)            | 4:12         |

- Цифровая загрузка[5]

| №  | Название                | Длительность |
| -- | ----------------------- | ------------ |
| 1. | «Je te dis tout» (edit) | 4:10         |

- 12" макси винил[6]

| №  | Название                         | Длительность |
| -- | -------------------------------- | ------------ |
| 1. | «Je te dis tout» (album version) | 5:31         |
| 2. | «Je te dis tout» (instrumental)  | 5:31         |

## Чарты
По состоянию на 4 июня 2013 года сингл был продан тиражом 14 000 экземпляров.
| Чарты (2013)                       | Высшая позиция |
| ---------------------------------- | -------------- |
| Ultratop Chart (Бельгия, Валлония) | 28             |
| SNEP Singles Chart (Франция)       | 3              |